# 王绘春
王绘春（1962年2月6日—），中国男演员，山东青岛人。毕业于山东艺术学院表演系，系青岛话剧团演员。其代表作有电视剧《孔子》、《东周列国志》、《雍正王朝》、《大秦帝国》等。

## 影视作品

### 电影作品
- 《孔子》饰黎鉏

### 电视剧作品
- 《孔子》饰 孔子
- 《东周列国春秋篇》 饰 周幽王、孔子
- 《雍正王朝》 饰 八爷廉亲王胤禩
- 《少年包青天》饰 龐太師
- 《李卫当官》饰 八爷廉亲王胤禩
- 《隋唐英雄传》 饰 靠山王杨林
- 《布衣知縣梵如花》飾 玄燁
- 《江山風雨情》飾 范仁寬（范文程）
- 《贞观长歌》 饰 岑文本
- 《薛仁贵传奇》饰 李靖
- 《西游记》（张纪中版）饰 如来佛
- 《媽祖》饰 赤腳大仙/玄通
- 《新西厢记》饰 郑尚书
- 《大宋传奇之赵匡胤》饰 赵普
- 《深宫谍影》饰 吴三桂
- 《武媚娘传奇》饰 长孙无忌
- 《大秦帝國之崛起》饰 齊湣王
- 《于成龙》饰 邢济堂
- 《天下粮田》饰 讷亲
- 《延禧攻略》饰 雍正帝
- 《娘道》饰 隆福
- 《大俠霍元甲2020》饰 榮先生

- 《大明天下》饰 魏忠贤
- 《燕雲台》 饰 耶律李胡
- 《山河月明》饰 姚廣孝
- 《飛狐外傳》飾 湯沛

### 话剧
- 《典籍里的中国》饰 孔子